# Óscar Arias Sánchez

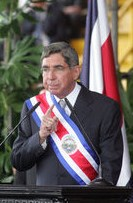
Óscar Arias im Mai 2006

Óscar Rafael de Jesús Arias Sánchez (* 13. September 1940 in Heredia, Costa Rica) ist ein costa-ricanischer Politiker und war von 1986 bis 1990 sowie von 2006 bis 2010 Präsident von Costa Rica. 1987 erhielt er den Friedensnobelpreis für sein Vorgehen zur Herstellung eines dauerhaften Friedens in Mittelamerika.

## Leben und Werk

### Frühe Jahre

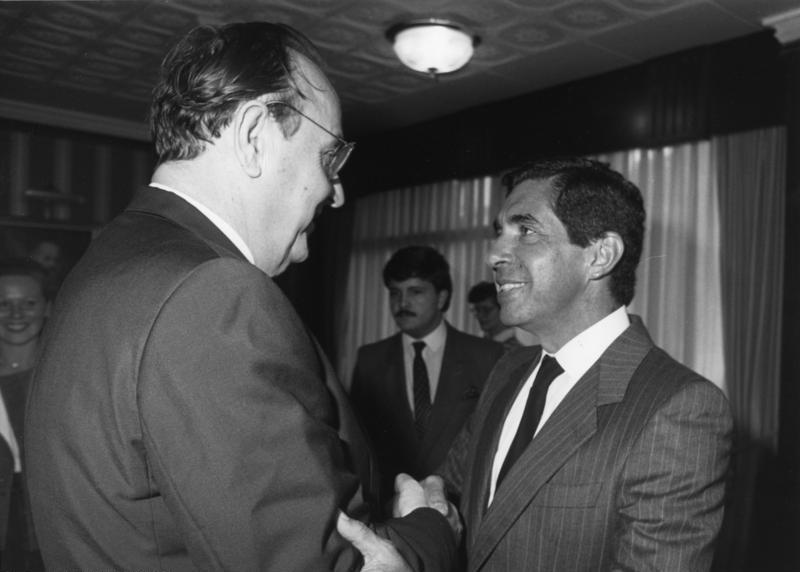
Óscar Arias Sánchez begrüßt 1987 Hans-Dietrich Genscher.

Óscar Arias Sánchez wurde 1940 als Sohn eines Plantagenbesitzers in Heredia bei San José geboren. Er besuchte dort die örtliche Grundschule und ging danach auf das Franziskanerkolleg in Moravia. Er studierte im Anschluss Volkswirtschaft und Rechtswissenschaften in San José, Essex und London. Seine Promotion erfolgte an der Universität in Essex im Jahr 1974. Nach seiner Rückkehr nach Costa Rica lehrte er an der Universität Costa Rica Politikwissenschaften. Während dieser Zeit war er auch finanzpolitischer Berater des Präsidenten José Figueres Ferrer.

### Politische Laufbahn
Während seiner Studienzeit trat Óscar Arias Sánchez der Partei der Nationalen Befreiung (PLN) bei. Zwischen 1972 und 1977 war er unter den Präsidenten José Figueres Ferrer und Daniel Oduber Quirós Minister für Wirtschaftspolitik (Planungsminister). Von 1981 bis 1983 war er Generalsekretär der Partei. 1978 zog er, trotz des Wahlsieges der Christlich-Sozialen Einheitspartei (PUSC) des neuen Staatspräsidenten Rodrigo Carazo Odio, als Abgeordneter für seinen Wahlkreis ins Parlament ein und war bis 1982 Mitglied desselben. Von seiner Partei wurde er bereits 1975 zum Sekretär für interne Angelegenheiten ernannt.
1982 wurde Luis Alberto Monge Álvarez Präsident Costa Ricas, vor allem durch den Wahlkampf, den Óscar Arias Sánchez durchführte. Dieser gab 1984 seinen Posten als Generalsekretär auf und entschied sich, bei den nächsten Wahlen selbst als Präsidentschaftskandidat aufzutreten. 1986 gewann er die Präsidentschaftswahlen mit einer Mehrheit 52,3 % der Stimmen, da er den Hoffnungsträger für einen wirtschaftlichen Aufschwung des Landes darstellte. Er wurde damit der jüngste Präsident des Landes und wollte sich vor allem in den Demokratisierungsprozessen, der Korruptionsbekämpfung, dem wirtschaftlichen Aufschwung und der Friedenssicherung profilieren.
Beim mittelamerikanischen Gipfeltreffen am 7. August 1987 in Esquipulas legte er den sog. Arias-Sánchez-Plan vor, der eine langfristige Sicherung des Friedens für Mittelamerika zum Ziel hatte. Der Plan fand Zustimmung und wurde neben ihm von den Staatschefs von Honduras, Nicaragua, El Salvador und Guatemala unterzeichnet. Diese verpflichteten sich, innerhalb ihrer Länder nationale Gespräche zur Friedenssicherung zu halten, die Unterstützung von Guerilla-Truppen in den Nachbarländern einzustellen, demokratische Grundrechte zu manifestieren und freie Wahlen zu ermöglichen, um so die gesamte Region zu befrieden und wirtschaftlich voranzutreiben. Im selben Jahr bekam Arias Sánchez den Friedensnobelpreis für diese Pläne.
Im Jahr 1990 schied er aus seinem Amt aus, nutzte jedoch auch nachfolgend seine politische Bekanntheit, um den Friedensprozess weiter voranzutreiben. Die Präsidentschaftswahl am 5. Februar 2006 gewann er erneut. Seine neue Amtszeit dauerte vom 8. Mai 2006 bis 8. Mai 2010. Nachfolgerin wurde seine Parteikollegin Laura Chinchilla.
2009 setzte er sich intensiv für eine Vermittlung nach dem Militärputsch in Honduras ein.
Am 2. April 2025 hat Arias mitgeteilt, dass ihm die US-Behörden ohne Angabe von Gründen per E-Mail das Visum für die Vereinigten Staaten entzogen haben. Zuvor hatte er US-Präsident Donald Trump im Februar mit einem "römischen Kaiser" verglichen.